# Glenea medea
Glenea medea é uma espécie de escaravelho da família Cerambycidae. Foi descrita por Francis Polkinghorne Pascoe em 1867.  É conhecida a sua existência no Bornéu e Malásia.